# Nakaya

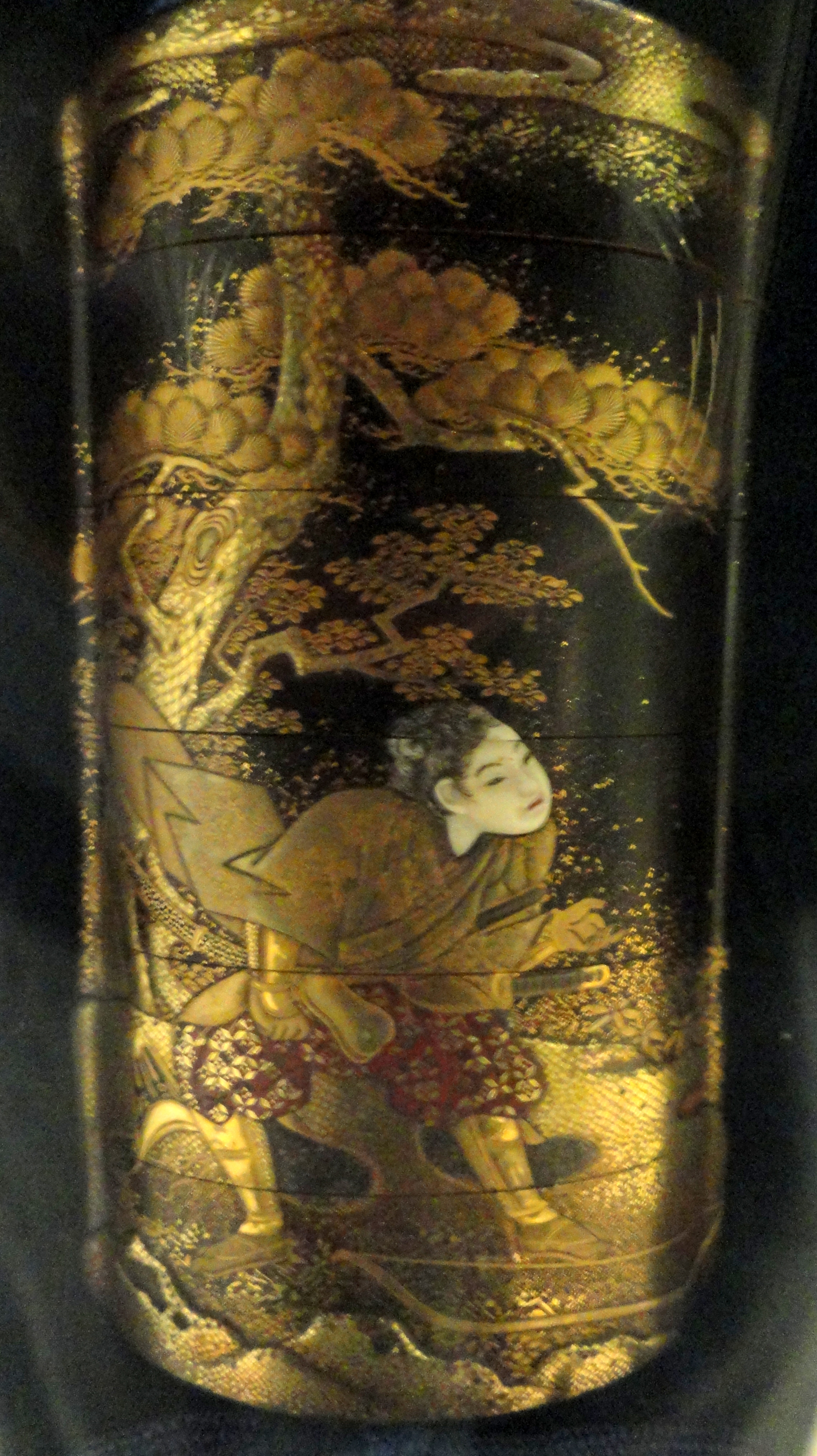
Esempio di opera realizzata con la tecnica Maki-e

Nakaya è un'azienda giapponese di penne stilografiche gioiello nata nel 1997. In quest'azienda fanno parte alcuni ex dipendenti, molto esperti, del gruppo multinazionale Platinum.

## Storia
La produzione di quest'azienda si concentra esclusivamente nella produzione di penne di alta e altissima gamma; molti modelli sono prodotti con la preziosa e laboriosa tecnica detta: Maki-e.
Questa tecnica, vecchia di 1500 anni, usa in modo sapiente e laborioso le lacche e sottili lamine d'oro raggiungendo risultati di vere e preziose opere d'arte. La tecnica fu per prima utilizzata su delle penne stilografiche dalla Namiki.
La produzione Nakaya si ispira a modelli molto austeri nel design, pur offrendo raffinatissime soluzioni estetiche grazie all'utilizzo della tecnica Maki-e e l'uso della preziosa lacca Urushi. Il lavoro di produzione ed applicazione della lacca Urushi è fatto esclusivamente nella regione Wajima sulla costa occidentale del Giappone.
I colori ottenuti con questa raffinata tecnica, sono chiamati secondo la tradizione giapponese:
- Kuro-tamenuri（黒溜）
- Aka-tamenuri（赤溜）
- Heki-tamenuri（碧溜）
- Toki-tamenuri（鴇溜）

## Modelli

### Regular Edition
- Lunga
- Portabile
- Piccola
- Decapod
- Neo standard
- Desk pen
- Brier

### Special Edition
- Makie
- Raden
- Sumico
- Ryukyu Tsuikn
- Art model
- Tame sukashi
- Yako makie
- Ishime
- Chinkin
- Skeleton
- Sterlingsilver
- Altre

I maggiori cultori di questo marchio sono soprattutto i collezionisti.